# Stemona mairei
Stemona mairei là một loài thực vật có hoa trong họ Stemonaceae. Loài này được (H.Lév.) K.Krause miêu tả khoa học đầu tiên năm 1928.